# Île des Dauphins
Die Île des Dauphins, auch bekannt als Dauphin Island, ist eine felsige und 240 m lange Insel mit einigen kleinen Gipfeln am nördlichen und südlichen Ende vor der Küste des ostantarktischen Adélielands. In der Gruppe der Curzon-Inseln liegt sie zwischen der Île de Claquebue und der Île du Chameau.
Teilnehmer einer von 1949 bis 1951 dauernden französischen Antarktisexpedition nahmen eine Kartierung vor und benannten die Insel nach der Dauphiné, Heimat des Expeditionsmitglieds Paul Perroud.